# Orestes (miasto)
Orestes – miasto w Stanach Zjednoczonych, w stanie Indiana, w hrabstwie Madison.